# Geodiinae
Geodiinae is een onderfamilie van sponsdieren uit de klasse van de Demospongiae (gewone sponzen).

## Geslacht
- Depressiogeodia Cárdenas, Rapp, Schander & Tendal, 2010 (tijdelijke naam)
- Geodia Lamarck, 1815